# Aldo Bertoluzza
Aldo Bertoluzza (Trento, 20 agosto 1920 – Trento, 8 ottobre 2007) è stato uno storico italiano.

## Biografia
Procuratore della Banca Commerciale Italiana, per passione fu anche uno studioso storico e scrittore. Diresse il Centro Culturale "Fratelli Bronzetti", da lui fondato nel 1952, sino al 1992. Diede anche vita e diresse il Centro di Studi Turistici della Città di Trento. Fu fondatore dell'Accademia del Buonconsiglio, e istituì la benemerenza del Drappo di San Vigilio.
Scrisse qualche migliaio di articoli pubblicati su quotidiani e periodici quali il Tridente, Corriere Tridentino, l'Adige, Alto Adige, Alto Adige Illustrato, Economia Trentina, Trentino, Bollettino dell'Ordine degli Ingegneri, Rivista Medica Trentina e altri ancora.

### Attività televisiva
Collaborò con la Sede Rai di Trento per la realizzazione di una serie di trasmissioni: "Antiche Contrade di Trento", "Abbicì dell'antico dialetto trentino", "Storia e tradizione del cognome trentino".
Ha collaborato a Televisione delle Alpi per le seguenti rubriche ideate e condotte dallo stesso autore: "El Batedel" dal 1980 al 1983; "Paese mio" dal 1981 al 1983; "Il Magno Palazzo del Cardinale di Trento" nel 1985.
Ha altresì collaborato con le reti televisive private Tele Europa 3 e Telepace.

## Premi e riconoscimenti
Nel 1969 venne insignito della Medaglia d'Argento al Merito della Cultura e dell'Arte dal Ministero della Pubblica Istruzione.
Per l'opera Buonaparte al Buonconsiglio fu insignito dell'Ordine delle "Palmes Academiques" dal Ministero francese dell'Educazione nazionale.
Ricevette anche l'Ambrogino d'oro dal comune di Milano e del Sigillo d'oro da quello di Trento.
Nel 1991 venne insignito della Medaglia d'Oro al Merito della Cultura e dell'Arte dal Ministero della Pubblica Istruzione.
Nel gennaio 2006 gli viene conferita l'onorificenza dell'Aquila di San Venceslao dal presidente della Provincia di Trento Lorenzo Dellai.
Fu iscritto nell'Associazione dei Critici Letterari di Roma; fece parte dell'Accademia del Buonconsiglio, attualmente trasformata in Accademia degli Accesi.
Fu finalista del premio "Algida-Un libro per l'estate" e arrivò terzo in graduatoria nel referendum "Un libro per l'estate".

## Opere principali
Di seguito vengono riportate le opere dell'autore.
- Aldo Bertoluzza, Storia e tradizione del dialetto trentino, Trento, Edizione Manfrini, 1983.
- Aldo Bertoluzza, Abbiccì dell'antico dialetto trentino, Trento, Dossi Editore, 1992.
- Aldo Bertoluzza, Nosellari di Folgaria dove fioriscono gli alberi del buon augurio, Nosellari (TN), Circolo culturale e sportivo di Nosellari, 1990.
- Aldo Bertoluzza, Bedollo : dalle antiche regole della montagna alla moderna cooperazione, Baselga di Pinè (TN), Cassa Rurale Pinetana, 1983.
- Aldo Bertoluzza, Il libro del pane, Trento, Edizioni U.C.T. Trento, 1994.
- Aldo Bertoluzza, Cucina Trentina del Settecento. 195 ricette tipiche trentine. Il primo studio completo sulla cucina trentina, Trento, Edizioni U.C.T. Trento, 1990.
- Aldo Bertoluzza, Due innocenti nella storia di Trento: il Simonino e gli Ebrei, Trento, Dossi, 1996.
- Aldo Bertoluzza, Dizionario dell'antico dialetto trentino, Trento, L'Adige, 1997.
- Aldo Bertoluzza, La cucina trentina all'epoca degli Asburgo (secolo XIX-XX), Trento, Edizioni U.C.T. Trento, 1997.
- Aldo Bertoluzza, Casa e cucina trentina in otto secoli di principato: usi costumi folclore nella nota della spesa, Trento, Dossi Editore, 1972.
- Aldo Bertoluzza, Storia e tradizione della cucina tipica trentina, Trento, Centro di studi turistici e Azienda Autonoma Turismo, 1970.
- Aldo Bertoluzza, Storia e tradizione del cognome trentino - Libro della cittadinanza di Trento, Trento, Dossi Editore, 1976.
- Aldo Bertoluzza, Eia eia alalà. I trentini nel corso della dominazione fascista, Trento, Alcione, 2004.
- Aldo Bertoluzza, I grandi maestri dell'arte orafa trentina, Trento, Edizioni U.C.T. Trento, 1995.
- Aldo Bertoluzza, 40 anni di attività del centro culturale "Fratelli Bronzetti", Trento, Dossi Editore, 1995.
- Aldo Bertoluzza, Gli antichi mangiari trentini, Trento, Edizioni U.C.T. Trento, 2003.
- Aldo Bertoluzza, Statuto di Trento. Libro II de'Sindici del 1714, Trento, Edizioni U.C.T. Trento, 1996.
- Aldo Bertoluzza, I celebri banchetti del Concilio di Trento (ricette d'epoca), Trento, Dossi Editore, 1995.
- Aldo Bertoluzza, I rimedi, Trento, Dossi Editore, 1976.
- Aldo Bertoluzza, Piccola storia dell'economia e del commercio trentino dal 1200 al 1800, Trento, Dossi Editore, 1987.
- Aldo Bertoluzza, Pan e vin, Trento, Dossi Editore, 1981.
- Aldo Bertoluzza, Le Zobiane e il Martinello, Trento, Edizione a cura delle Casse Rurali della Val di Non, 1998.
- Aldo Bertoluzza, Personaggi antichi e moderni del Promessi Sposi, Trento, Dossi Editore, 1973.
- Aldo Bertoluzza, Aria di Trento, Trento, Dossi Editore, 1990.
- Aldo Bertoluzza, Il primo tallero coniato da Bernardo Cles e le monete negoziate nel Principato di Trento nel corso di otto secoli, Trento, Dossi Editore, 1984.
- Aldo Bertoluzza, Impressioni di Trento. San Pietro borgo antico, Trento, Cassa rurale di Povo e Vigo Cortesano, 1994.
- Aldo Bertoluzza, Napoleone a Trento. Buonaparte al Buonconsiglio, Trento, Monauni, 1970.
- Aldo Bertoluzza, Ordini e statuti dei mercanti della magnifica città di Trento nel secolo del Concilio, Trento, 1996.
- Aldo Bertoluzza, Quando a Trento c'era il Concilio, Trento, Edizioni U.C.T. Trento, 1995.
- Aldo Bertoluzza, Il Rinascimento in cucina. Curiosità e ricette trentine di gastronomia comparata dalla Corte Pontificia del Principato di Trento, Trento, Dossi Editore, 1975.
- Aldo Bertoluzza, De Coquina. Cucina di Vescovi Principi, cucina di popolo nel Principato di Trento, Trento, Edizioni U.C.T. Trento, 1988.
- Aldo Bertoluzza, Libro di cucina del maestro Martino de Rossi. Cucina tardomedioevale in uso alle corti degli Sforza e dei Visconti e nel Principato vescovile di Trento, Trento, Edizioni U.C.T. Trento, 1993.
- Aldo Bertoluzza, Il gridario, Trento, Dossi Editore, 1973.
- Aldo Bertoluzza, Il vinario, Trento, Dossi Editore, 1974.
- Aldo Bertoluzza, Storia e tradizione della vigilanza urbana nella città di Trento, Trento, Comune di Trento, 1992.
- Aldo Bertoluzza, Andreas Hofer. Il generale barbone, Trento, Curcu&Genovese, 2010.

È stato coautore dei seguenti libri:
- Aldo Bertoluzza, Pio Dalla Valle e Alessandro Mancabelli, Saor de la tèra, Malè(TN), Associazione culturale G.B.Lampi Alta Anaunia - Centro Studi per la Val di Sole, 1997.
- Aldo Bertoluzza e Andrea Mattioli, Il magno palazzo del Cardinale di Trento, Trento, Manfrini, 1984.

Inoltre è stato curatore delle seguenti pubblicazioni:
- Aldo Bertoluzza (a cura di), Atti del convegno sui dialetti del Trentino (17-18-19 ottobre 1969), Trento, Centro Culturale "Fratelli Bronzetti" Editore, 1969.
- Aldo Bertoluzza (a cura di), Atti del II°convegno sui dialetti del Trentino (18-19-20 ottobre 1991, Trento, Centro Culturale "Fratelli Bronzetti" Editore, 1991.
- Aldo Bertoluzza (a cura di), Giuseppe Mor, padre della poesia dialettale trentina: tutti i componimenti poetici, album di bozzetti e caricature dell'antica Trento, Trento, Dossi, 1988.
- Aldo Bertoluzza (a cura di), Ex libris di Remo Wolf, Trento, Dossi, 1980.
- Aldo Bertoluzza (a cura di), Ex libris di Benvenuto Disertori, Trento, Dossi, 1979.
- Aldo Bertoluzza (a cura di), Dante Alighieri protettore della gente trentina : nel centenario del monumento : 1896-1996, Trento, L'Adige, 1996.
- Aldo Bertoluzza (a cura di), Studenti trentini all'università di Bologna (dal 1200 al 1700), Trento, Centro culturale Fratelli Bronzetti, 1990.
- Aldo Bertoluzza (a cura di), Atti del Convegno dei laureati trentini all'Università di Bologna : (a conclusione delle manifestazioni celebrative per il 9. centenario di fondazione dell'Università di Bologna) : tema del Convegno : Il Trentino di fronte all'Europa del 1993 / organizzato con il patrocinio del Servizio attività culturali della Provincia autonoma di Trento, Trento, Centro culturale Fratelli Bronzetti, 1990.
- Aldo Bertoluzza (a cura di), Antichi proclami trentini, Trento, Dossi, 1965.
- Aldo Bertoluzza (a cura di), 80º anniversario di fondazione della scuola materna Antonio Tambosi, Trento, Scuola materna Antonio Tambosi, 1990.
- Aldo Bertoluzza (a cura di), 70º anniversario della redenzione, Trento, 1988.
- Aldo Bertoluzza (a cura di), 80º anniversario della redenzione, Trento, 1998.

Ha altresì predisposto i seguenti lavori teatrali: "Jesus", sacra rappresentazione effettuata a Rovereto nel 1978 con la regia di Paolo Todisco; "I Misteri", sacra rappresentazione nella badia di San Lorenzo in Trento con la regia di Bruno Vanzo. "Jesus", trasmissione televisiva per la rete televisiva TVA nel 1978; "I Misteri", trasmissione televisiva a TVA nel 1981; "Trionfo Tridentino", da un'idea di Leonardo Colombino per un cinquecentesco convito al Castello del Buonconsiglio nel 1985.